# Olympische Jugend-Winterspiele 2012/Teilnehmer (Australien)
| Gelbes Symbol für Goldmedaillen mit stilisierten Olympischen Ringen | Graues Symbol für Silbermedaillen mit stilisierten Olympischen Ringen | Braundes Symbol für Bronzemedaillen mit stilisierten Olympischen Ringen |
| ------------------------------------------------------------------- | --------------------------------------------------------------------- | ----------------------------------------------------------------------- |
| —                                                                   | —                                                                     | 2                                                                       |

Australien nahm an den Olympischen Jugend-Winterspielen 2012 in Innsbruck mit 13 Athleten in acht Sportarten teil.

## Sportarten

### Biathlon
| Athleten       | Wettbewerb       | Zeit (Schießfehler) | Rang |
| -------------- | ---------------- | ------------------- | ---- |
| Jungen         |                  |                     |      |
| Lachlan Porter | 7,5 km Sprint    | 26:21,1 min (4)     | 50   |
| Lachlan Porter | 10 km Verfolgung | 44:31,3 min (9)     | 49   |

### Eishockey
| Athleten          | Wettbewerb       | Qualifikation | Qualifikation | Finale             | Finale             |
| Athleten          | Wettbewerb       | Punkte        | Rang          | Punkte             | Rang               |
| ----------------- | ---------------- | ------------- | ------------- | ------------------ | ------------------ |
| Jungen            |                  |               |               |                    |                    |
| Sam Hodic         | Skills-Challenge | 5             | 15            | nicht qualifiziert | nicht qualifiziert |
| Mädchen           |                  |               |               |                    |                    |
| Sharnita Crompton | Skills-Challenge | 7             | 5             | 17                 | Bronze             |

### Eiskunstlauf
| Athleten        | Wettbewerb | Kurzprogramm | Kurzprogramm | Free Skating | Free Skating | Gesamt | Gesamt |
| Athleten        | Wettbewerb | Punkte       | Rang         | Punkte       | Rang         | Punkte | Rang   |
| --------------- | ---------- | ------------ | ------------ | ------------ | ------------ | ------ | ------ |
| Mädchen         |            |              |              |              |              |        |        |
| Chantelle Kerry | Einzel     | 37,51        | 11           | 71,48        | 9            | 108,99 | 10     |

### Freestyle-Skiing

#### Halfpipe
| Athleten       | Wettbewerb | Qualifikation | Qualifikation | Finale       | Finale |
| Athleten       | Wettbewerb | Punkte        | Rang          | Punkte       | Rang   |
| -------------- | ---------- | ------------- | ------------- | ------------ | ------ |
| Jungen         |            |               |               |              |        |
| Thomas Waddell | Halfpipe   | 47,75 Punkte  | 12            | 48,25 Punkte | 11     |

#### Skicross
| Athleten        | Wettbewerb | Qualifikation | Qualifikation | Vorlauf  | Vorlauf  | Halbfinale | Finale   |
| Athleten        | Wettbewerb | Zeit          | Rang          | Punkte   | Rang     | Position   | Position |
| --------------- | ---------- | ------------- | ------------- | -------- | -------- | ---------- | -------- |
| Jungen          |            |               |               |          |          |            |          |
| Harry Laidlaw   | Skicross   | 57,43 s       | 4             | Abgesagt | Abgesagt | Abgesagt   | Abgesagt |
| Jack Millar     | Skicross   | 59,46 s       | 13            | Abgesagt | Abgesagt | Abgesagt   | Abgesagt |
| Mädchen         |            |               |               |          |          |            |          |
| Claudia Leggett | Skicross   | 1:00,30 min   | 5             | Abgesagt | Abgesagt | Abgesagt   | Abgesagt |

### Rennrodeln
| Athleten           | Wettbewerb | Durchgang 1 | Durchgang 2 | Gesamt       | Gesamt |
| Athleten           | Wettbewerb | Zeit        | Zeit        | Zeit         | Rang   |
| ------------------ | ---------- | ----------- | ----------- | ------------ | ------ |
| Jungen             |            |             |             |              |        |
| Alexander Ferlazzo | Einsitzer  | 40,849 s    | 40,526 s    | 1:21,375 min | 19     |

### Ski Alpin
| Athleten      | Wettbewerb   | Durchgang 1 | Durchgang 2        | Gesamt             | Gesamt             |
| Athleten      | Wettbewerb   | Zeit        | Zeit               | Zeit               | Rang               |
| ------------- | ------------ | ----------- | ------------------ | ------------------ | ------------------ |
| Jungen        |              |             |                    |                    |                    |
| Harry Laidlaw | Super-G      |             |                    | DSQ                | DSQ                |
| Harry Laidlaw | Riesenslalom | DNF         | nicht qualifiziert | nicht qualifiziert | nicht qualifiziert |
| Harry Laidlaw | Slalom       | 43,26 s     | 41,30 s            | 1:24,56 min        | 17                 |
| Harry Laidlaw | Kombination  | 1:06,69 min | DNF                | -                  | -                  |
| Mädchen       |              |             |                    |                    |                    |
| Greta Small   | Super-G      |             |                    | 1:06,52 min        | 7                  |
| Greta Small   | Riesenslalom | 59,56 s     | 1:00,34 min        | 1:59,90 min        | 13                 |
| Greta Small   | Slalom       | 43,83 s     | 40,41 s            | 1:24,24 min        | 7                  |
| Greta Small   | Kombination  | 1:06,13 min | 38,07 s            | 1:44,20 min        | 13                 |

### Skilanglauf
| Athleten       | Wettbewerb      | Qualifikation | Qualifikation | Viertelfinale      | Viertelfinale      | Halbfinale         | Halbfinale         | Finale             | Finale             |
| Athleten       | Wettbewerb      | Zeit          | Rang          | Zeit               | Rang               | Zeit               | Rang               | Zeit               | Rang               |
| -------------- | --------------- | ------------- | ------------- | ------------------ | ------------------ | ------------------ | ------------------ | ------------------ | ------------------ |
| Jungen         |                 |               |               |                    |                    |                    |                    |                    |                    |
| Alex Gibson    | 10 km klassisch |               |               |                    |                    |                    |                    | 38:20,4 min        | 44                 |
| Alex Gibson    | Sprint          | 1:56,49 min   | 40            | nicht qualifiziert | nicht qualifiziert | nicht qualifiziert | nicht qualifiziert | nicht qualifiziert | nicht qualifiziert |
| Mädchen        |                 |               |               |                    |                    |                    |                    |                    |                    |
| Lucy Glanville | 5 km klassisch  |               |               |                    |                    |                    |                    | 18:23,0 min        | 34                 |
| Lucy Glanville | Sprint          | 2:12,46 min   | 31            | nicht qualifiziert | nicht qualifiziert | nicht qualifiziert | nicht qualifiziert | nicht qualifiziert | nicht qualifiziert |

### Snowboard

#### Halfpipe
| Athleten        | Wettbewerb | Qualifikation | Qualifikation | Qualifikation | Halbfinale   | Halbfinale   | Halbfinale | Finale       | Finale       | Finale |
| Athleten        | Wettbewerb | Durchgang 1   | Durchgang 2   | Rang          | Durchgang 1  | Durchgang 2  | Rang       | Durchgang 1  | Durchgang 2  | Rang   |
| --------------- | ---------- | ------------- | ------------- | ------------- | ------------ | ------------ | ---------- | ------------ | ------------ | ------ |
| Mädchen         |            |               |               |               |              |              |            |              |              |        |
| Alexandra Fitch | Halfpipe   | 61,25 Punkte  | 27,00 Punkte  | 4             | 82,00 Punkte | 87,50 Punkte | 1          | 75,25 Punkte | 60,75 Punkte | 4      |

#### Slopestyle
| Athleten        | Wettbewerb | Qualifikation | Qualifikation | Qualifikation | Finale       | Finale       | Finale |
| Athleten        | Wettbewerb | Durchgang 1   | Durchgang 2   | Rang          | Durchgang 1  | Durchgang 2  | Rang   |
| --------------- | ---------- | ------------- | ------------- | ------------- | ------------ | ------------ | ------ |
| Mädchen         |            |               |               |               |              |              |        |
| Alexandra Fitch | Slopestyle | 59,25 Punkte  | 77,75 Punkte  | 3             | 69,75 Punkte | 42,50 Punkte | Bronze |